# Fly Me to the Moon (película de 2023)
但願人長久 (romanizado: Dàn yuàn rén chángjiǔ, lit. 'Te deseo una larga vida'), lanzada internacionalmente como Fly Me to the Moon, es una película dramática familiar de Hong Kong de 2023 dirigida y escrita por Sasha Chuk y producida por Stanley Kwan y Jun Li. Chuk también protagoniza un papel principal, junto a Angela Yuen y Wu Kang-ren, como una niña de Hunan que emigró a Hong Kong a una edad temprana y enfrenta pobreza, discriminación y problemas familiares. 
La película tuvo su estreno mundial en el 36.º Festival Internacional de Cine de Tokio el 23 de octubre de 2023 y se estrenó en cines el 11 de abril de 2024 en Hong Kong. Recibió seis nominaciones en el 30.º Premio de la Sociedad de Críticos de Cine de Hong Kong, con Sasha Chuk ganando mejor guion y Wu Kang-ren ganando mejor actor.

## Sinopsis
En 1997, Lam Tsz Yuen, una niña de Hunan de siete años, emigra a Hong Kong con su madre para reunirse con su padre, Kok Man, quien previamente había ingresado clandestinamente en Hong Kong y se había convertido en ladrón. Sin embargo, debido a su condición de inmigrante continental, se enfrenta al acoso escolar y tiene una infancia difícil. Un día, el padre de Yuen se da cuenta de que ella está mirando un paquete de dulces y se lo roba de una tienda. Influenciada por su padre, Yuen le roba un reloj a un compañero de clase pero es descubierta por su madre. Enfurecida, la madre de Yuen culpa a Kok Man por su mala influencia sobre Yuen debido a su robo y uso continuo de drogas. La tensión entre Kok Man y su esposa disminuye cuando la hermana menor de Yuen, Lam Tsz Kuet, también emigra a Hong Kong y se reúne con la familia. Sin embargo, su felicidad dura poco ya que Kok Man es arrestado por robo, dejando a su esposa sola para criar a sus dos hijas durante los próximos diez años mientras él está en la cárcel.
En 2007, Kok Man sale de prisión. Yuen y Kuet ya aprendieron cantonés y se han integrado bien en la escuela. Yuen tiene que trabajar a tiempo parcial para ganar dinero y entabla una relación con un chico llamado Sky que roba dulces para ella en una tienda de conveniencia. Mientras tanto, Kuet es testigo de cómo sus compañeros discriminan e intimidan a un compañero inmigrante del continente. Temiendo ser menospreciada por sus compañeros, Kuet le roba dinero a su hermana para comprarse pantalones nuevos para un viaje escolar. Cuando Yuen descubre que le robaron el dinero, inmediatamente acusa a su padre de quitárselo. Esto lleva a una acalorada discusión entre Kok Man y Yuen. Aunque Kuet luego revela la verdad y se disculpa con su hermana, la relación entre Yuen y Kok Man se deteriora. Yuen también se pelea con Sky y rompe con él debido a sus inseguridades. Kok Man visita a su viejo amigo drogadicto, Fai, sólo para encontrarlo muerto. Con el suministro de drogas cortado, Kok Man intenta robar los objetos de valor de su familia frente a Kuet para financiar su compra de drogas. Kuet intenta llamar a su hermana, pero Kok Man la detiene con fuerza. Sin embargo, cuando Kok Man ve el miedo en el rostro de Kuet, retrocede, siente remordimiento y rompe a llorar. Yuen regresa a casa pero ignora a su padre. Atrapada entre los dos, Kuet le pide a Yuen que le preste dinero, que ella le da a Kok Man para ayudarlo a cumplir con su adicción. Kok Man le deja una nota a Yuen, prometiendo devolverle el dinero pronto.
En 2017, Kok Man es encarcelado una vez más y Kuet lo visita en la cárcel. Yuen se convierte en guía turístico y entabla una relación de amigos con derechos con un taiwanés llamado Xiao Yu en Japón. Mientras está en un izakaya, un hombre japonés coquetea con ella, lo cual es descubierto por Xiao Yu. Yuen le aclara a Xiao Yu que su relación es casual y finalmente rompe con él. Al regresar a Hong Kong de su viaje, Yuen recibe una invitación de Kuet para cenar con su padre. Inicialmente vacilante, Yuen todavía aparece, pero permanece taciturno durante la reunión. Más tarde, cuando Yuen va a visitar a Kuet, se encuentra con Kok Man cerca de su casa. Después de todos estos años, ambos finalmente comienzan a romper el hielo y a charlar. Kok Man informa a Yuen de su decisión de regresar a Hunan y la invita a visitar su tierra natal durante la temporada de floración de los lirios. Poco después, Yuen recibe la noticia de la muerte de Kok Man, lo que la lleva a regresar a Hunan para visitar a sus familiares en nombre de su padre. Finalmente, Yuen recibe una grabación de voz de Kok Man de parte de Kuet, donde expresa su deseo de tener otra comida con ella.

## Reparto
- Sasha Chuk como Lam Tsz Yuen: una nativa de Hunan que emigró a Hong Kong para reunirse con su padre y enfrenta desafíos como la pobreza, la discriminación y problemas familiares.[1]
  - Chloe Hui y Yoyo Tse interpretaron versiones más jóvenes de Yuen en 1997 y 2007.[1]
- Angela Yuen como Lam Tsz Kuet: la hermana menor de Yuen que también emigró a Hong Kong y trabaja duro para adaptarse a la ciudad.[1]
  - Skylar Pang y Natalie Hsu interpretaron versiones más jóvenes de Kuet en 1997 y 2007.[1]
- Wu Kang-ren como Lam Kok Man: el padre de Yuen y Kuet, quien entró clandestinamente en Hong Kong para escapar de la pobreza pero termina convirtiéndose en drogadicto y ladrón.[1]

También aparecen en la película Carmen Chou como la madre de Yuen y Kuet; Chu Pak Hong como Fai, un amigo drogadicto y compañero ladrón de Kok Man; Wu Chien-ho como Xiao Yu, un amigo con beneficios de Yuen;  y Wong Tsz Ho como Sky, el primer amor de Yuen.

## Producción

### Desarrollo
En 2017, la licenciada en literatura china Sasha Chuk publicó una novela semiautobiográfica Farewell of Summer, basada en su experiencia personal como nativa del continente que emigró a Hong Kong cuando tenía seis años. Comenzó a adaptar su libro a un guion mientras filmaba el cortometraje Plain Sailing, y el productor Jun Li la animó a asumir el papel principal simultáneamente. En 2020, Chuk solicitó la Iniciativa de Primer Largometraje del Consejo de Desarrollo Cinematográfico de Hong Kong y recibió una financiación de 5 millones de dólares de Hong Kong. Luego, la película pasó por aproximadamente tres años de preproducción. Chuk también se desempeñó como directora de la película, lo que marcó su debut como directora, guionista y actora en un largometraje. El actor taiwanés Wu Kang-ren participó en el proyecto en las primeras etapas del casting, por recomendación de Li a Chuk cuando Chuk buscaba un actor que no hablara cantonés. Wu aceptó el papel justo después de terminar el rodaje de Abang Adik y pasó cuatro meses residiendo en Hong Kong para familiarizarse con las características de los habitantes de Hong Kong. La película se inscribió en el Foro de Financiamiento de Cine de Hong Kong - Asia en marzo de 2023, y fue seleccionada en la Promoción del Proyecto de Cine Golden Horse en septiembre de 2023.

### Rodaje
El rodaje comenzó en julio de 2022. Se pretendía que el rodaje se llevara a cabo en Hong Kong y Tokio, pero debido a limitaciones presupuestarias, Chuk solo pudo permitirse un equipo de producción de cuatro miembros mientras filmaba en Japón, y algunas escenas tuvieron que reescribirse para filmarse en Taiwán. Chuk también sirvió como tutor de mandarín del Suroeste en el set. El rodaje finalmente concluyó en diciembre de 2022.

## Lanzamiento
Fly Me to the Moon tuvo su estreno mundial en la sección Asian Future del 36.º Festival Internacional de Cine de Tokio el 24 de octubre de 2023. La película también fue seleccionada como película de clausura del Festival de Cine Asiático de Hong Kong el 12 de noviembre de 2023, y se estrenó en cines en Hong Kong el 11 de abril de 2024.

## Recepción
Edmund Lee, del South China Morning Post, le dio a la película 4/5 estrellas y elogió el talento de Sasha Chuk como guionista, directora y actriz, afirmando que la película tenía una narrativa fragmentada pero fundamentada y actuaciones poderosas, pero señaló que el enfoque sereno puede no resonar en la corriente principal de audiencia de Hong Kong a pesar de abordar diversos temas sociales. Wendy Ide de Screen Daily describió la película como una saga doméstica conmovedora y dura, señalando a la directora Sasha Chuk como un nombre a tener en cuenta, con un enfoque en el impacto de los pecados de un padre en sus hijas, aunque dijo que el uso de la música en la película es ligeramente discordante y tonalmente inconsistente con su inquietante y compleja exploración de lazos familiares. Keith Ho, que escribe para HK01, elogió la conmovedora representación de la transformación de Hong Kong en los últimos veinte años, basándose en las propias experiencias de Sasha Chuk, al tiempo que destacó las «excelentes» actuaciones del elenco, en particular de Wu Kang-ren, y el «uso inteligente» de la película de diferentes períodos de tiempo como recurso narrativo para retratar vínculos familiares complejos. Hsiao Yun de United Daily News enfatizó la exploración de la identidad, la estructura social y las experiencias de los nuevos inmigrantes en Hong Kong por parte de Sasha Chuk a través de los personajes, destacando en última instancia el viaje del protagonista hacia un sentido multifacético de sí mismo.